# Cerkev sv. Marije Device, Gorje
Rimskokatoliška župnijska cerkev Gorje se nahaja v istoimenski vasi  Gorje (nemško Göriach) v občini Straja vas v  Spodnji Zilji  v političnem okraju Beljak-dežela na avstrijskem Južnem Koroškem. Župnijska cerkev je pod patrocinijem Device Marije in spada v dekanijo Šmohor v Krški škofiji.
Do leta 1938 je bila uradno slovenska fara in je danes uradno dvojezična.  
Cerkev stoji nekoliko dvignjena na robu vasi. Cerkev in nekdanje utrjeno pokopališče s kapelo so pod spomeniškim varstvom.

## Zgodovina cerkve
Cerkev je leta 1312 ali 1316 ustanovil opat Gunther iz Podkloštra. Cerkev so leta 1478 porušili Osmani, ponovno pa je bila posvečena leta 1489 ali 1507. Fasada stolpa je bila obnovljena v letih 1991/1992, fasade ladje pa leta 1996, pri čemer je bila obnovljena tribarvna polihromacija iz 16. stoletja, ohranjena pa je bila tudi freska svetega Krištofa na severni steni.

## Arhitektura
Zunanjost cerkve kaže dvonadstropni zahodni stolp s severnim in južnim okroglo obokanim skeletnim vhodom s fasado s korci in zidnimi režami ter koničasto obokanimi skeletnimi zvočnimi okni, nosi koničasto dvokapno čelado. Južno od ladje je stopnišče na galerijo, na jugu so trije, na severu pa štirje preprosto stopničasti oporniki, vzhodni je rahlo nagnjen, koničasto obokana okna imajo tramove, od katerih so nekateri prvotno ohranjeni, stranski portal z lomljenim ščitnikom je iz leta 1663. Vkopani kor je nižji od ladje, ima dvojne stopničaste opornike, postavljene pod pravim kotom, in dve okni z originalnimi tramovi, na stenah kora je opazna poznogotska arhitekturna polihroma kot fugirana poslikava, južno od kora je dvonadstropna stavba zakristije z majhnimi poznogotskimi fazonskimi pravokotnimi okni in fazonskim okroglim obokanim oknom.
Notranjost cerkve ima v nadstropju stolpa enoladijsko preddverje z rebrastim sklepnikom na konzolah. Štiritraktna ladja je pomaknjena nekoliko proti jugu in ima rebrasti sklepnik na polkrožnih stenskih profilirancih z listnatimi in živalskimi kapiteli, v jugozahodnem vogalu je dvoglava konzola. Na zahodni steni je poznogotska zakramentalna niša s profiliranim okvirjem in izvirno rešetko. Globoka lesena zahodna galerija stoji na lesenih stebrih. Vdolbeni triumfalni obok je ogliščni in poševno zaključen. Dvonadstropni kor s trikotnim zaključkom ima mrežast rebrasti sklepnik s polkrožnimi servisi na pilastrih, na rombičnih ključnikih in vdolbenih kvartinah so poslikave iz začetka 16. stoletja, v južni steni kora je velika koničasto obokana niša za sejo in koničasto obokana profilirana vrata zakristije.

## Notranja oprema
Glavni oltar z dvonadstropnimi dvojnimi stebri in akantovim okrasjem sta med letoma 1677 in 1692 izdelala kipar Johann Claus in mizar Hans Georg Hört, oltarno sliko je leta 1692 naslikal Adam Claus, poslikal jo je Michael Gabriel Akkherl, v osrednji niši je izrezljana figura Madone s polmesečnikom iz začetka 16. stoletja. Stranski figuri prikazujeta svetega škofa na levi in svetega Eligija na desni, v zgornjem nadstropju v sredini pa sta sveti Sebastijan in sveti Rok, ob straneh sta opat in opatinja, nad portali, uokvirjenimi s stebri, pa sveta Barbara na levi in sveta Katarina na desni.
Prižnico je leta 1744 izdelal Jakob Stubner s figuro nadangela na zvočni plošči. Na severni steni ladje je baročni Žalostni mož v naravni velikosti. Poznogotska krstilnica nosi baročni lik svetega Janeza Krstnika na novem nastavku.
Orgle s cvetličnimi poslikavami na notranji strani kril so bile zgrajene v drugi polovici 18. stoletja. Zvon nosi ime Hieronymus Egker 1549.

## Pokopališče in pokopališka kapela
Okrog cerkve so ohranjeni ostanki obrambnega zidu, ki je povezan s cerkvenim stolpom. Na zahodnih vratih je ključavnica.
Poznogotska kapela je bila posvečena leta 1489. Ima okroglo obokan fazonski portal, apsidalni rizalit in skodlasto streho. Vzhodno ogliščno okno ima trakaste nosove. Prostor kapele ima rebrasti sklepnik.